# Viel-Arcy

Viel-Arcy este o comună în departamentul Aisne din nordul Franței. În 1 ianuarie 2022 avea o populație de 172 de locuitori.